# 樂士文號飛機
「樂士文號飛機」是在1922年（民國11年）12月6日，在孫中山提出「航空救國」之下，委託當時的「廣東革命政府航空局」局長楊仙逸製造的一架飛機，為此楊仙逸專程去美國，購買4架寇蒂斯JN-4D珍尼飛機作為參考，也帶來了兩名美國飛機工程師和一批受訓的華僑飛行員回國。
回國後，楊仙逸在廣州大沙頭機場附近的一處樓房作為飛機工廠，在那裡的空地搭起竹棚作為裝配車間，楊仙逸還找來了廣州和澳門的一批技工。

## 設計

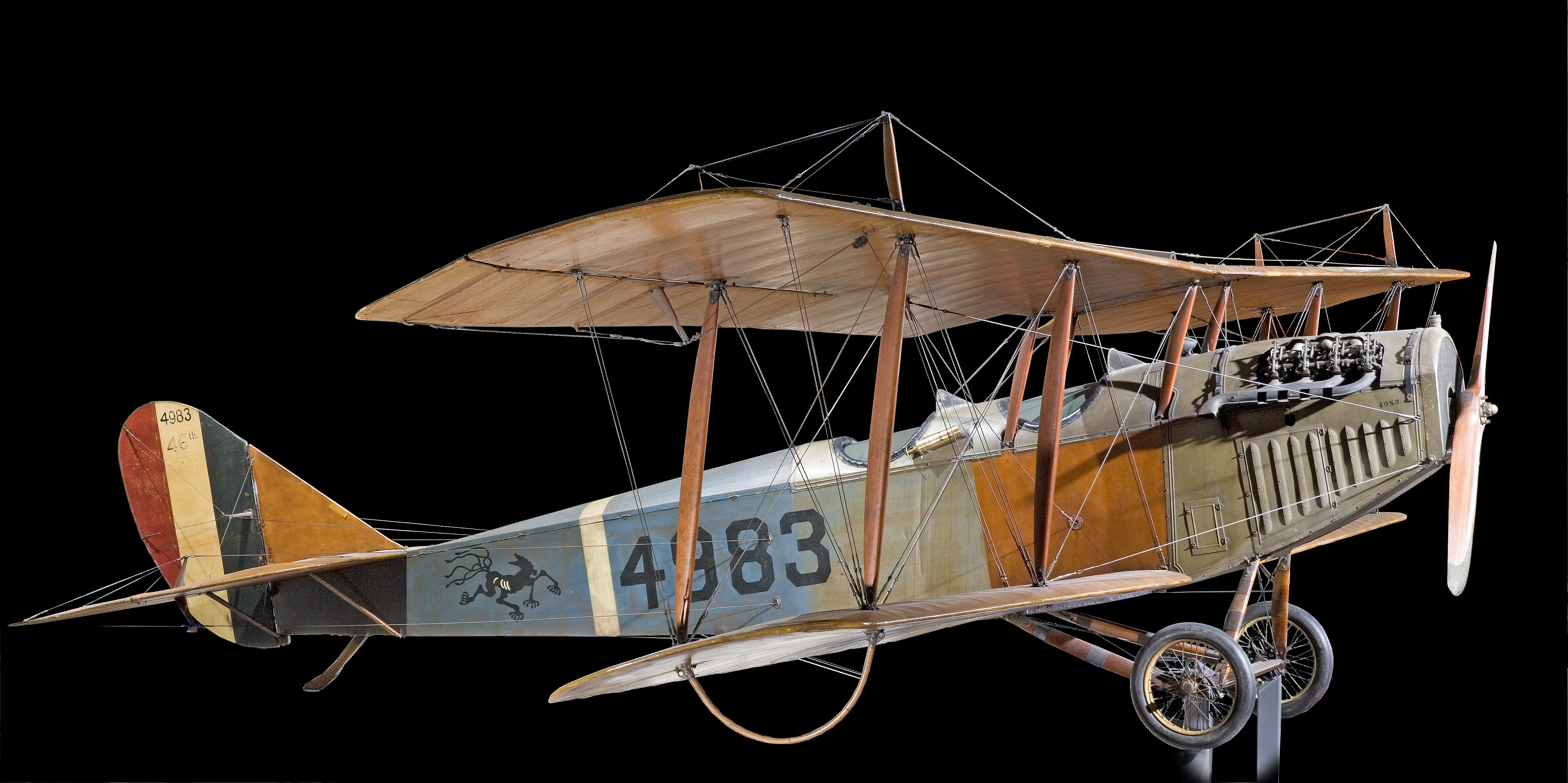
美國寇蒂斯JN-4D珍尼飛機，其外表和樂士文號是有差別

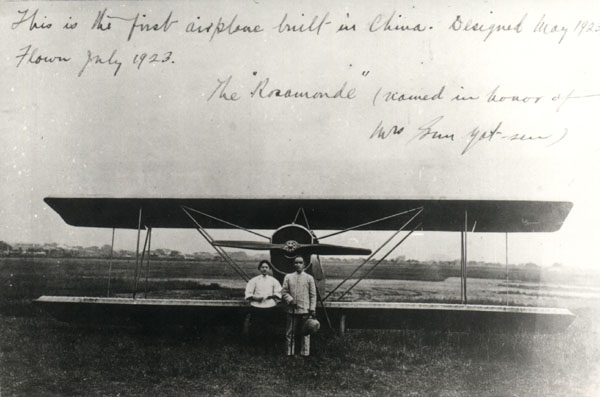
原本的「 樂士文號飛機」與孫中山和宋慶齡合照

楊仙逸的飛機設計團隊是由那兩名美國飛機工程師和5名中國技工（張文權、梁慶銓、鄺景祥、塌振、楊標）組成，那兩名美國工程師雖然以寇蒂斯JN-4D珍尼為藍本，但不是其仿製，首先由兩名美國工程師畫好了的原尺寸設計圖在樣板台上，再由5名中國技工製作，1923年（民國12年）3月開工，整架飛機在該年5月至6月間已經完成，再經黃光銳和周寶衡等中國飛行員試飛後，在該年7月宣布製作成功並進行命名典禮。

典禮上，依照孫中山的指示，此機被命名為「樂士文號」，這其實是來自宋慶齡的英文名「ROSAMONDE」，當天，由黃光銳做駕駛員，宋慶齡乘坐「樂士文號」飛機，在廣州市上空飛了兩圈。

## 結局
「樂士文號」飛機之後加入在南方的革命軍，曾被用來對付在惠州的陳炯明系軍閥楊坤，但之後卻在廣州黃埔地區發生撞山意外，「樂士文號」飛機的殘骸被送回工廠，但不久工廠又發生火災，殘骸和圖紙資料皆已被毀，再加上主持造飛機的楊仙逸和其中一名美國飛機工程師考威爾又不幸去世，「樂士文號」飛機漸被遺忘。

## 仿製

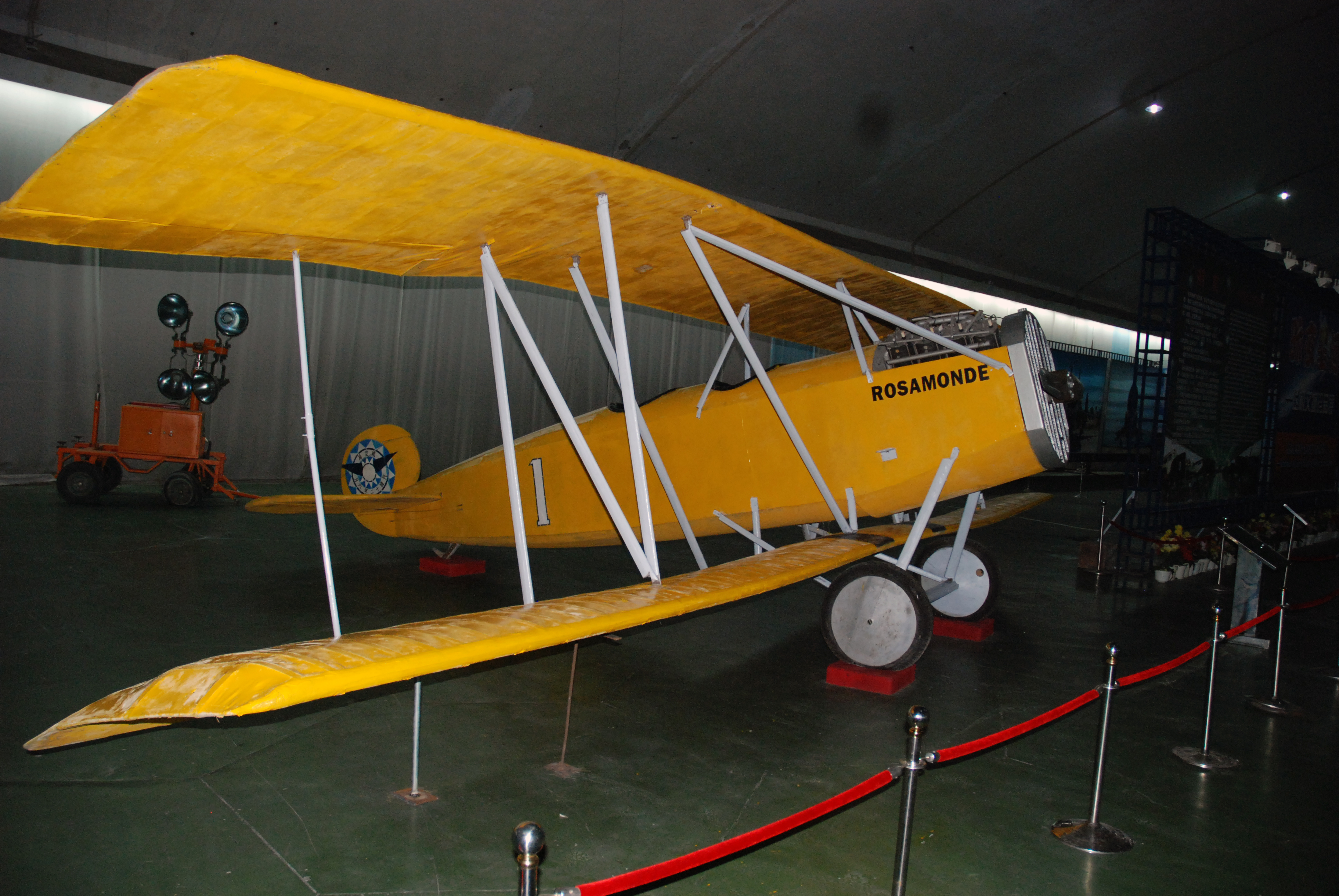
於中國航空博物館的「樂士文號」模型

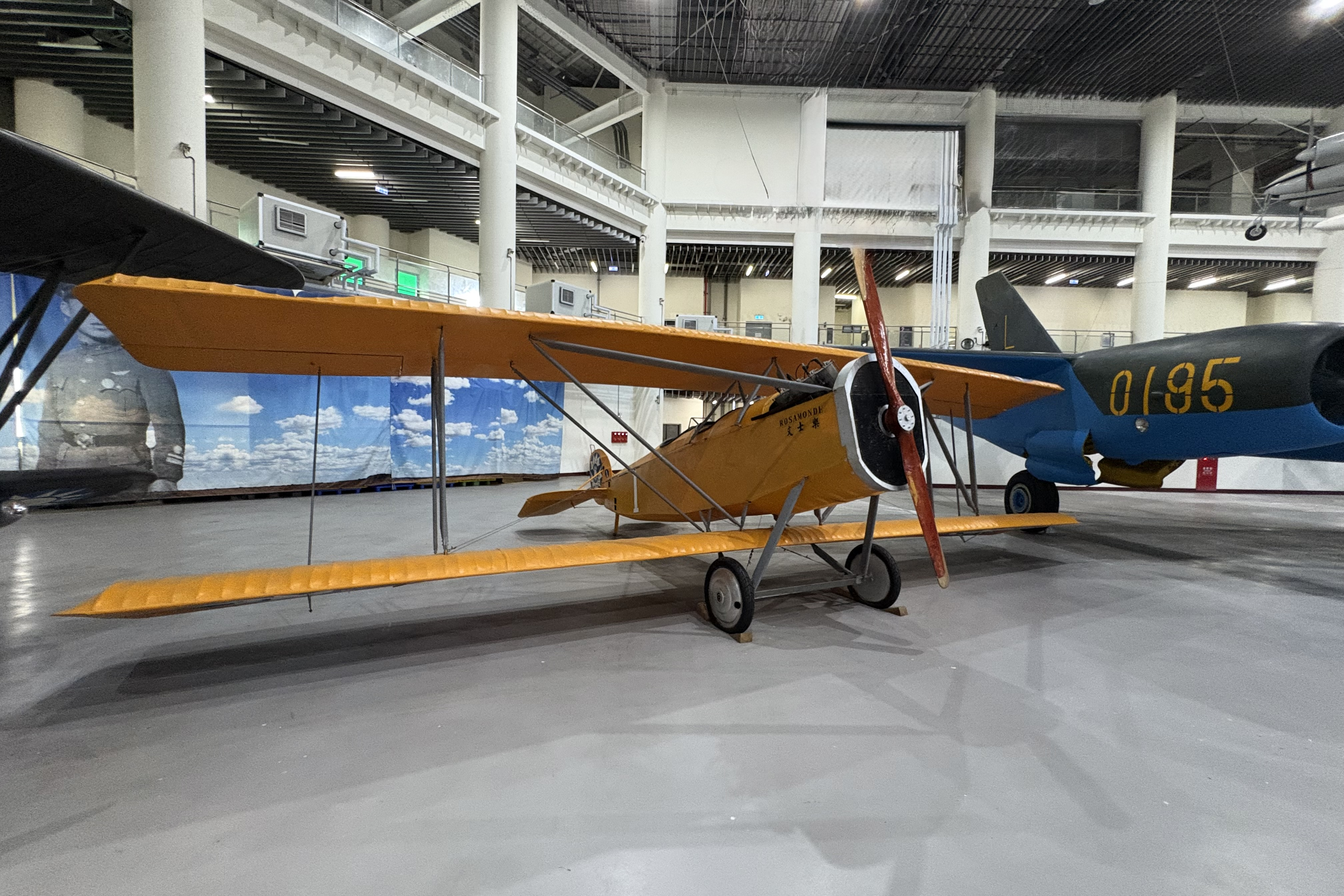
於台灣高雄市岡山區航空教育展示館的「樂士文號」模型

「樂士文號」飛機出廠60年後（1983年），中國大陸著名的飛機研究學者陳應明，利用少有存世的相片等資料，用木材仿製了一架1比1比例的「樂士文號」飛機模型，此模型現在於中國航空博物館公開展出。
2017年，中華民國飛安專家彭斯民捐贈等比例「樂士文號」模型機給航空教育展示館。

## 基本資料
- 機長：6.4米
- 翼展：10.16米
- 機高：2.78米
- 重量：730公斤
- 最快速度：120公里
- 武裝：無固定武裝，可載4個25公斤炸彈
- 乘員：兩名